# Zavod za prestajanje kazni zapora Maribor
Zavod za prestajanje kazni zapora Maribor je zavod, v katerem svojo kazen prestajajo obsojenci, priporniki in osebe, zoper katere se izvršuje uklonilni zapor. Zavod ima kapaciteto 146 oseb in se nahaja na Vošnjakovi 16 v Mariboru. Pod zavod Maribor spada tudi Odprti oddelek Rogoza, s kapaciteto 36 oseb in Oddelek Murska Sobota, s kapaciteto 41 oseb.
Direktor zavoda Maribor je Robert Šilc.